# Argentochiloides
Argentochiloides es un género de polillas de la familia Crambidae descrito por Bleszynski en 1961.

## Especies
Este género contiene las siguientes especies:
- Argentochiloides meridionalis Bassi, 1999
- Argentochiloides xanthodorsellus Bleszynski, 1961